# Didier Chaparro
Didier Alonso Chaparro López (7 juli 1987) is een Colombiaans wielrenner. In 2015 was hij prof bij Nippo-Vini Fantini.

## Carrière
In 2009 wist Chaparro de vierde etappe van de Clásico RCN, een Colombiaans etappekoers niet geen deel uitmaakt van de UCI-kalender, te winnen door Darwin Atapuma zeven seconden voor te blijven.
Op 15 april 2015 tekende hij een contract bij het Italiaanse team Nippo-Vini Fantini. Elf dagen later stond hij aan de start van de Ronde van de Apennijnen, die hij niet uitreed. Zijn volgende wedstrijd was de Ronde van Japan waar hij zesde werd in de zesde etappe, op vijf seconden van winnaar Valerio Conti. Dichter bij een overwinning zou Chaparro dat jaar niet komen. Zijn contract werd niet verlengd. Zijn laatste wedstrijdkilometers in het shirt van Nippo-Vini Fantini reed hij in de Ronde van Lombardije, hij haalde de finish echter niet.

## Overwinningen
2009
4e etappe Clásico RCN

## Resultaten in voornaamste wedstrijden
| Jaar | Ronde van Lombardije |
| ---- | -------------------- |
| 2015 | opgave               |

## Ploegen
- 2012 –  Colombia-Claro
- 2013 –  Colombia Coldeportes
- 2015 –  Nippo-Vini Fantini (vanaf 15-4)

Berlato · Bisolti · Chaparro · Colli · Cunego · De Negri · Filosi · Grosu · Ishibashi · Kuroeda · Malaguti · Marini · A.Nibali · Pozzo · Stacchiotti · Viola · Yamamoto · Onesti (stagiair)